# Miha Švab
Miha Švab (* 20. April 1984) ist ein ehemaliger slowenischer Radrennfahrer.
Miha Švab gewann 2002 die Gesamtwertung der Juniorenrundfahrt Giro della Toscana. Ein Jahr später wurde er nationaler U23-Meister im Zeitfahren. Ab 2005 fuhr er für das slowenische Continental Team Adria Mobil. In seiner ersten Saison dort gewann er eine Etappe bei der Thüringen-Rundfahrt und wurde Dritter der Gesamtwertung.

## Erfolge
2005
- eine Etappe Thüringen-Rundfahrt

## Teams
- 2005 KRKA-Adria Mobil
- 2006 Adria Mobil
- 2007 Adria Mobil
- 2008 Adria Mobil
- 2009 Adria Mobil
- 2010 Obrazi Delo Revije